# Український національний фонд
Український національний фонд — установа для збирання коштів і пожертв на підтримку українського національного руху, його організацій та поповнення бюджету Української Центральної Ради. Заснований у березні 1917 року та діяв до грудня цього ж року, коли Центральна Рада створила Головну скарбницю УНР.

## Заснування

### Відозва «До українського народу»
Ідея організації фонду з’явилася одночасно з утворенням Української Центральної Ради (УЦР), яка у своїй перші відозві «До українського народу» 9 березня 1917 року закликала збирати кошти до національного фонду, створювати просвітницькі товариства, зберігати спокій і творити нове вільне життя:
|  | Народе Український! Селяни, робітники, салдати, городяне, духовенство і вся українська інтелігенція! Додержуйте спокій: не дозволяйте собі ніяких вчинків, що руйнують лад в житті, але разом, щиро й уперто беріться до роботи: до гуртовання в політичні товариства, культурні і економічні спілки, складайте гроші на Український Національний Фонд і вибірайте своїх українських людей, на всі місця – Організуйтесь! Тільки згуртувавшись, можна добре пізнати всі свої потреби, рішуче за них заявити і створити кращу долю на своїй Землі. |

### Доповідь про проєкт УНФ
11 березня на засіданні УЦР під головуванням Дмитра Антоновича її скарбник П. Коваль виступив із доповіддю про проєкт Українського національного фонду (УНФ). За підсумками доповіді ухвалили рішення:
- визначити збори до УНФ за принципом податку від прибутку, який мав прогресивно-відприбутковий характер без зазначення точної суми;
- випустити блоки книжок, які би мали роздати великій кількості людей, що мали певну відомість серед громадянства (усі книжки мусили мати власний номер із підписом голови та скарбника);
- скласти підписні листи, за якими, власне, й мали збиратися кошти серед усіх кіл як організованого, так і неорганізованого українського громадянства;
- постанови проєкту, затвердженого УЦР, передати громадам на їхній розгляд;
- про термін проведення дня УНФ оголосити в часописах;
- усім київським організаціям указати термін, протягом якого вони мали подати до УЦР свою відповідь щодо пунктів засад проєкту УНФ, зокрема надати списки всіх своїх членів (без зазначення прізвищ) із цифрами про кількість членів організації та їхні сукупні доходи;
- звернутися до всіх українських організацій (громад, спілок тощо), які через своїх представників входять до УЦР, щоби вони одночасно і вже на той час надали Центральній Раді якусь певну суму грошей;
- прагнути до того, щоби притягти до цього оподаткування (здійснення пожертв до УНФ) всі неорганізовані українські елементи;
- ті видатки, які громади роблять на місцях (якщо вони мають загальноукраїнський характер), мали би повертатися їм із коштів УНФ, так само з фонду мали би повертатися видатки усім українським інституціям після їхнього звернення і згоди на це УЦР[2].

### Створення фонду
19 березня у відозві до українського народу УЦР оголосила про відкриття збору грошей на заснування УНФ.
Після Всеукраїнського національного конгресу 1917 року УЦР утворила Комітет Українського національного фонду, губернські та повітові комітети на місцях. Комітет через періодичні видання звернувся до українців із закликом віддати свій одноденний заробіток на потреби національної справи. 
2-гі загальні збори УЦР 22—23 квітня 1917 року ухвалили рішення «Влаштувати День Національного фонду 9 мая по всій Україні і по всіх містах неукраїнських, де маються українські організації». Головою Комітету Дня Національного фонду обрали Людмилу Старицьку-Черняхівську. Проте 1 травня на засіданні комітету УЦР під головуванням Михайла Грушевського День Національного фонду через технічні труднощі вирішили перенести на 21—22 травня. 

## Перший збір

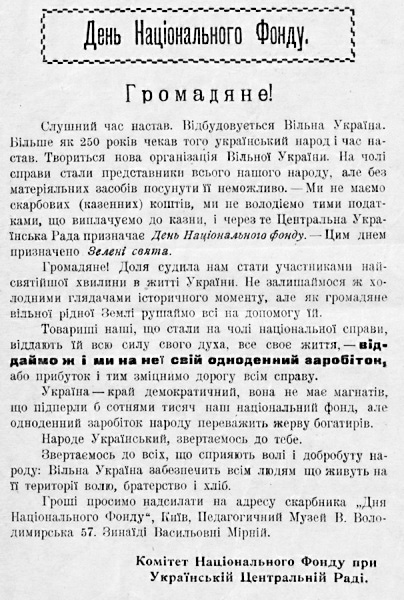
Звернення Комітету Національного фонду при Українській Центральній Раді, травень 1917

У травні 1917 року Центральна Рада оголосила про перший вільний громадянський податок на українську справу, який добровільно могли вносити у будь-якому розмірі робітники, селяни, кооперативи, земельні управи, земельні продовольчі комітети тощо. Кошти планували направляти на підготовку кадрів вчителів-українців та придбання літератури для українських шкіл. Тоді зібрали близько 40 тисяч рублів лише у Києві. Люди здавали невеликі суми, але збір коштів і пожертв на національну справу продовжували близько місяця.

## Меценати
- Ялтинська українська громада — 75 карб. «на освіту в Україні»[4]
- Бориспільське товариство «Просвіта» — 105 карб. 81 коп.[5]

## Допомога діаспори
До першого збору Українського національного фонду активно долучалися українці, які проживали на території Росії та за кордоном. Українські громадські організації Америки надіслали Михайлу Грушевському 200 тисяч рублів на потреби інтернованих у Росії галичан.

## Створення Головної скарбниці УНР
Грошей із пожертвувань виявилося вкрай замало для фінансування всіх сфер українського національного руху. Станом на 21 серпня 1917 року обсяг нагромаджених добровільних пожертв становив лише 4025 рублів, а на початок грудня 1917 року скарбниця Національного фонду стала порожньою. Тоді, 9 грудня 1917 року, Центральна Рада заснувала Головну скарбницю УНР, яка замінила собою Український національний фонд.